# Little Atherfield
Little Atherfield – wieś w Anglii, na wyspie Wight. Leży 11 km na południowy zachód od miasta Newport i 131 km na południowy zachód od Londynu.